# Мустафа III
Мустафа́ III (осман. مصطفى ثالث‎ / Mustafâ-i sâlis, тур. Üçüncü Mustafa; 28 января 1717, Топкапы, Стамбул, Османская империя — 21 января 1774, там же) — султан Османской империи, правивший с 1757 года по 1774. Сын султана Ахмеда III.

## Биография

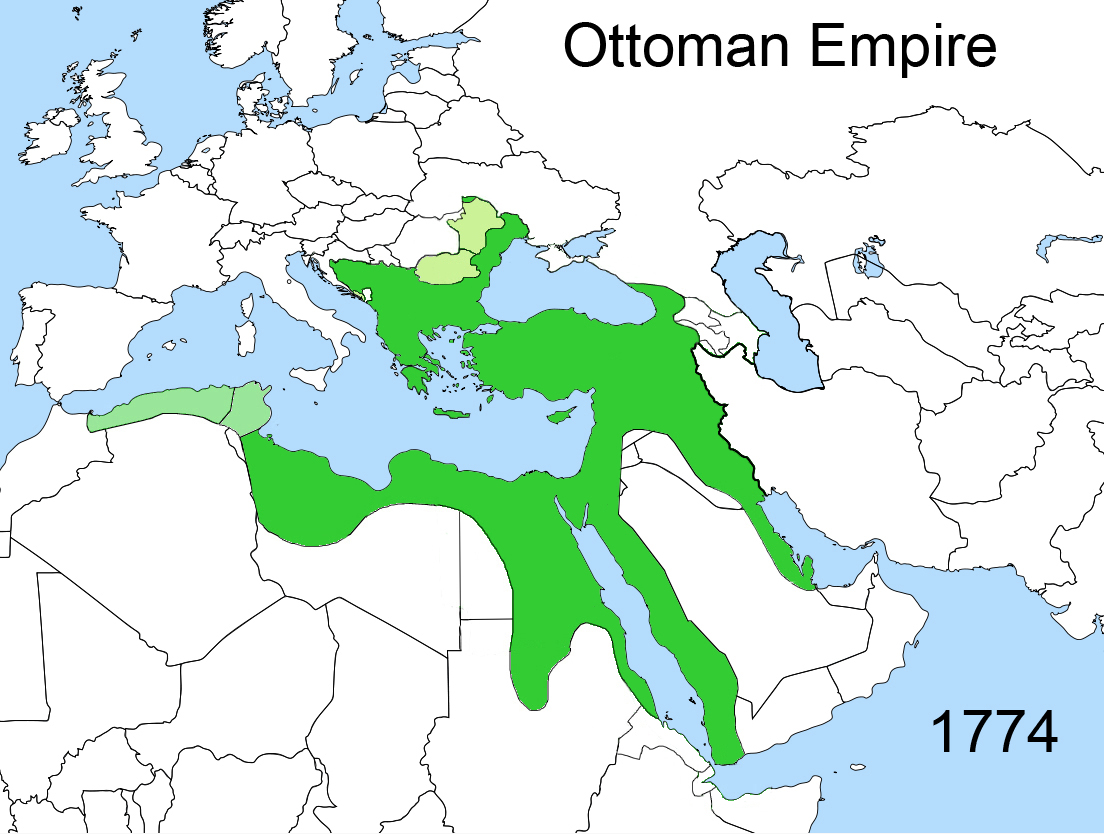
Османская империя в последний год царствования Мустафы III

Мустафа был энергичным и дальновидным политиком. Он пытался обновить армию и государственный аппарат, чтобы сократить отрыв между Османской империей и европейскими державами, в том числе Россией.
Тем не менее в период его правления продолжался общий упадок, охвативший Османскую империю ещё в начале столетия, и попытки модернизации были недостаточными, чтобы остановить его. Любые реформы или планы изменить сложившийся административный порядок встречали яростное сопротивление консервативных янычар и имамов. Мустафа III был вынужден заручиться поддержкой западных советников, чтобы провести реформу пехоты и артиллерии. Помимо этого, султан распорядился основать Академию математики, мореплавания и науки.
Хорошо осознавая свою военную слабость, Мустафа последовательно избегал войны. Однако кампания России в Польше, а также значительное влияние французской дипломатии, всё же заставили его объявить России войну, которая была разгромно проиграна.
Наследником Мустафы на престоле стал брат Абдул-Хамид I.

## Семья
Жёны
- Михришах-султан (1745 — 16 октября 1805)
- Адильшах Кадын-эфенди (ум. 19 декабря 1803)[2]
- Фехиме Кадын-эфенди (ум. 1760/1761)[3]
- Айнюльхаят Кадын-эфенди (ум. 1764/1765)[4]
- Гюльнар Кадын-эфенди
- Рыфат Кадын-эфенди (ум. декабрь 1803/январь 1804[5])

Сыновья
- Селим III (18[6]/24 декабря 1761 — 28 июня 1808; мать — Михришах-султан)
- Мехмед (13 июля 1766 — 10 января 1767 или 10 января 1767 — 20 мая 1771[7])

Дочери
- Хибетуллах-султан (20 марта 1759 — май/июнь[8] 1762) — 11 июня 1759 года была обручена с великим визирем Хамзой-пашой (1727 — октябрь 1769), сыном Мехмеда-аги.
- Михримах-султан (май/июнь 1743[9] или 1760 — март 1764; мать — Айнюльхаят Кадын-эфенди[4])
- Шах-султан (20 апреля 1761 — 11 марта 1803) — с 1764 года была обручена с великим визирем Кёсе Мустафой-пашой (казнён 29 апреля 1765), сыном Суфи Абдуррахмана-паши (ум. 1715); с 1 января 1768 года была обручена с великим визирем Мехмедом Эмином-пашой (1724 — казнён 12 августа 1769), сыном Яглыкчы Хаджи Юсуфа-аги (ум. 1711); с 5 ноября 1778 года была замужем за Сейидом Нишанджи Мустафой-пашой (ум. 1813), от которого родила дочь Шерифе Хавву Ханым-султан (1780)[10].
- Михришах-султан (7 октября или 20 декабря[9] 1762 — 21 февраля 1769)
- Бейхан-султан (1 февраля 1766 — 7 ноября 1824; мать — Адильшах Кадын-эфенди[2]) — с мая 1784 года была замужем за Челик Мустафой-пашой (ум. 1798)[11].
- Хатидже-султан (15 июня 1766 — 17 июля 1822; мать — Адильшах Кадын-эфенди[2]) — в 1784[12]/1788 году была выдана замуж за Сейида Ахмеда-пашу (ум. 1798)[13], сына Сулеймана-паши, от которого родила двоих сыновей: Алаеддина-пашу (ум. в январе 1812) и Османа-пашу (ум. 1809).
- Фатьма-султан (30 декабря 1769 — 26 мая 1772)[3]
- Эсма-султан